# Војводство Парма
Војводство Парма или Војводство Парма и Пјаченца (италијански: Ducato di Parma e Piacenza) била је држава која је постојала од 1545. до 1859. године на територији Апенинског полуострва.

## Историја
Војводство Парма настало је 1545. године издвајањем територија јужно од реке По из Миланског војводства. Територија Војводства са центром у Парми предата је као феуд сину папе Павла III, Пјер Луиђију Фарнезеу. Пјеров син и наследник, Отавио Фарнезе, добио је 1556. године на управу и град Пјаченцу, поставши тиме војвода Пјаченце. Породица Фарнезе владала је Пармом све до 1731. године, када ју је Карлос III Шпански наследио од своје мајке, Елизабете Фарнезе. Бечким миром из 1738. године, закљученом по завршетку Рата за пољско наслеђе, Парма је уступљена Карлу VI у замену за Две Сицилије. Хабзбурговци су управљали Пармом све до завршетка Рата за аустријско наслеђе. Ахенским миром из 1748. године, Парма је предата Филипу, члану династије Бурбон. Филип је постао оснивач династије Бурбон-Парма. Наполеон Бонапарта окупирао је Парму током своје италијанске кампање 1796. године. Уговором у Аранхуезу, пармански војвода Фердинанд уступио је Парму Французима у замену за Краљевину Етрурију која је настала од Великог војводства Тоскане. Парма је формално део Француског царства тек од 1808. године (као департман Таро). Од 1814. године, Парма је под влашћу Наполеонове супруге Марије Лујзе. Након њене смрти 1847. године, Пармом поново влада династија Бурбон-Парма, све до 1859. године, када је приступила Конфедерацији Централне Италије.